# Leptonycteris yerbabuenae
Leptonycteris yerbabuenae (Martínez & Villa-R, 1940) è un pipistrello della famiglia dei Fillostomidi diffuso in America Settentrionale e Centrale.

## Descrizione

### Dimensioni
Pipistrello di medie dimensioni, con la lunghezza della testa e del corpo tra 67 e 86 mm, la lunghezza dell'avambraccio tra 53 e 57 mm, la lunghezza del piede tra 12 e 15 mm, la lunghezza delle orecchie tra 14 e 17 mm e un peso fino a 27 g.

### Aspetto
La pelliccia è corta, densa e vellutata. Le parti dorsali sono bruno-grigiastre o bruno-rossastre con la base dei peli bianca, mentre le parti ventrali sono leggermente più chiare e brizzolate. Il muso è lungo, con la foglia nasale piccola, eretta e lanceolata. Il mento è attraversato da un profondo solco longitudinale. La lingua è molto lunga ed estensibile con la punta ricoperta di papille filiformi. Le orecchie sono corte, triangolari e ben separate tra loro. I piedi sono leggermente ricoperti di peli. È privo di coda, mentre l'uropatagio è ridotto ad una sottile membrana lungo la parte interna degli arti inferiori, cosparso di pochi peli e con il margine libero a forma di U e frangiato con peli corti. Il cariotipo è 2n=32 FNa=60.

## Biologia

### Comportamento
Si rifugia in colonie di diverse migliaia di individui nelle grotte e miniere. Forma vivai numerosi. diventa attiva un'ora dopo il tramonto. Effettua migrazioni dal nord verso sud a settembre e in senso opposto a maggio.

### Alimentazione
Si nutre di nettare e polline di specie di agave e saguaro.

### Riproduzione
Danno alla luce un piccolo alla volta da maggio a giugno nella parte più settentrionale dell'areale, in inverno in quella più a sud. vengono svezzati dopo 4-8 settimane.

## Distribuzione e habitat
Questa specie è diffusa nell'Arizona sud-orientale, Nuovo Messico sud-occidentale, nel Messico, eccetto gli stati centro-settentrionali e la Penisola dello Yucatán, Guatemala meridionale, Honduras ed El Salvador occidentali.
Vive nelle foreste decidue ed arbusteti spinosi fino a 2.600 metri di altitudine.

## Conservazione
La IUCN Red List, considerato il declino della popolazione, stimato in più del 30% negli ultimi 10 anni a causa della distruzione e degrado del proprio habitat, classifica L.yerbabuenae come specie vulnerabile (VU).